# Musigny
 Musigny  es una población y comuna francesa, en la región de Borgoña, departamento de Côte-d'Or, en el distrito de Beaune y cantón de Arnay-le-Duc.
Está integrada en la Communauté de communes du Pays d’Arnay.

## Demografía
| 124 | 154 | 125 | 100 | 122 | 115 |
| Para los censos de 1962 a 1999 la población legal corresponde a la población sin duplicidades (Fuente: INSEE [Consultar]) |     |     |     |     |     |